# Mouvement de libération nationale (Haute-Volta)
Pour les articles homonymes, voir Mouvement de libération nationale (homonymie).
Le Mouvement de Libération Nationale (MLN) est un parti politique burkinabé  créé en 1958 par le Pr Joseph Ki Zerbo.

## Historique
Le parti a été créé par le professeur d'histoire et homme politique Joseph Ki-Zerbo à Dakar, au Sénégal, en août 1958.
Ki-Zerbo a fondé le MLN pour s'opposer par vote au référendum constitutionnel de septembre 1958. Chose qu'il ne parvient pas à faire. Après que 99 % des électeurs aient voté en faveur de la nouvelle constitution, Ki Zerbo quitte la Haute Volta pour la Guinée, seul pays à s'opposer à la constitution et à devenir indépendant par la suite.
En 1970, Ki-Zerbo rétablit le parti pour se présenter aux élections législatives de la même année. Il obtient 11 % des voix et 6 des 57 sièges de l'Assemblée nationale. Le parti a été interdit en 1974.